# Bangladeshs ambassad i Stockholm
Bangladeshs ambassad i Stockholm är Bangladeshs diplomatiska representation i Sverige. Ambassadör sedan 2017 är Md Nazmul Islam, som även är sidoackrediterad till de andra nordiska länderna. Ambassaden är belägen i Solna på Anderstorpsvägen 12.

## Beskickningschefer
| Namn                      | Period    | Funktion   | Anmärkning |
| ------------------------- | --------- | ---------- | ---------- |
| A. Razzak                 | 1972–1976 | Ambassadör |            |
| Maksum-ul-Hakim           | 1976–1979 | Ambassadör |            |
| Muhammad Faiz             | 1980–1982 | Ambassadör |            |
| Mustafa Kamal             | 1982–1984 | Ambassadör |            |
| Muzammel Hussain          | 1985–1986 | Ambassadör |            |
| K M Safiullah             | 1986–1987 | Ambassadör |            |
| S H K Eusufzai            | 1987–1989 | Ambassadör |            |
| A N M Nuruzzaman          | 1990–1993 | Ambassadör |            |
| Gyasuddin A. Chowdhury    | 1993–1996 | Ambassadör |            |
| Syed Noor Hossain         | 1996–1998 | Ambassadör |            |
| Monzurul Alam             | 1998–2001 | Ambassadör |            |
| Mohammad-al-Haroon        | 2001–2004 | Ambassadör |            |
| Sabihuddin Ahmed          | 2004–2005 | Ambassadör |            |
| Muhammad Azizul Haque     | 2005–2009 | Ambassadör |            |
| Imtiaz Ahmed              | 2009–2010 | Ambassadör |            |
| A.F.M. Gousal Azam Sarker | 2010–2013 | Ambassadör |            |
| Golam Sarwar              | 2013–2017 | Ambassadör |            |
| Md Nazmul Islam           | 2017–     | Ambassadör |            |